# Мідвей (округ Меномен, Міннесота)
Мідвей (англ. Midway) — переписна місцевість (CDP) в США, в окрузі Меномен штату Міннесота. Населення — 20 осіб (2020).

## Географія
Мідвей розташований за координатами 47°18′57″ пн. ш. 95°46′46″ зх. д. / 47.31583° пн. ш. 95.77944° зх. д. (47.315943, -95.779375).  За даними Бюро перепису населення США в 2010 році переписна місцевість мала площу 5,17 км², з яких 4,78 км² — суходіл та 0,40 км² — водойми.

## Демографія
Згідно з переписом 2010 року, у переписній місцевості мешкало 26 осіб у 6 домогосподарствах у складі 5 родин. Густота населення становила 5 осіб/км².  Було 7 помешкань (1/км²).
Расовий склад населення:
| - 73,1 % — корінних американців - 26,9 % — білих |

До двох чи більше рас належало 0,0 %. Частка іспаномовних становила 19,2 % від усіх жителів.
За віковим діапазоном населення розподілялося таким чином: 42,3 % — особи молодші 18 років, 53,9 % — особи у віці 18—64 років, 3,8 % — особи у віці 65 років та старші. Медіана віку мешканця становила 24,0 року. На 100 осіб жіночої статі у переписній місцевості припадало 100,0 чоловіків;  на 100 жінок у віці від 18 років та старших — 114,3 чоловіків також старших 18 років.
Середній дохід на одне домашнє господарство  становив 21 350 доларів США (медіана — 21 250), а середній дохід на одну сім'ю — 23 933 долари (медіана — 23 750). 
Цивільне працевлаштоване населення становило 4 особи. Основні галузі зайнятості: мистецтво, розваги та відпочинок — 50,0 %, науковці, спеціалісти, менеджери — 25,0 %, освіта, охорона здоров'я та соціальна допомога — 25,0 %.